# Hannah Arendt (film)
Hannah Arendt – biograficzny dramat filmowy z 2012 roku powstały w koprodukcji francusko-luksembursko-niemieckiej w reżyserii Margarethe von Trotty.

## Obsada
- Barbara Sukowa jako Hannah Arendt
- Axel Milberg jako Heinrich Blücher
- Janet McTeer jako Mary McCarthy
- Julia Jentsch jako Lotte Köhler
- Ulrich Noethen jako Hans Jonas
- Michael Degen jako Kurt Blumenfeld
- Nicholas Woodeson jako William Shawn
- Victoria Trauttmansdorff(inne języki) jako Charlotte Beradt(inne języki)
- Klaus Pohl jako Martin Heidegger
- Friederike Becht(inne języki) jako młoda Hannah Arendt
- Fridolin Meinl(inne języki) jako młody Hans Jonas
- Harvey Friedman(inne języki) jako Thomas Miller
- Megan Gay(inne języki) jako Frances Wells
- Joel Kirby(inne języki) jako Lionel Abel
- Sascha Ley(inne języki) jako Lore Jonas
- Claire Johnston(inne języki) jako pani Serkin
- Gilbert Johnston jako profesor Kahn
- Tom Leick(inne języki) jako Jonathan Schell
- Ralph Morgenstern(inne języki) jako moderator
- Leila Schaus jako Laureen
- Alexander Tschernek(inne języki) jako profesor

i inni.